# Hammer Boy
Hammerboy (망치, Mangchi) (Brasil: Hammer Boy: As Aventuras do Martelo Mágico / Portugal: Hammerboy: O Rapaz do Martelo), é um filme sul-coreano de animação. Estreou na convenção de anime Big Apple Anime Fest em 30 de agosto de 2003, e foi lançado na Coreia do Sul dia 6 de agosto de 2004. No Brasil o filme foi lançado em DVD pela Imagem Filmes dia 20 de abril de 2006. Em Portugal, o filme chegou através de DVD pela Prisvideo, S.A.

## Enredo
A história é sobre um garoto chamado Mangchi. Ele é pequeno, mas possui um martelo mágico que o ajuda a resolver todos os seus problemas. Ele tem o apelido de "Hammer Boy". Mangchi vive em uma pequena ilha distante chamada Candlestick, porque qualquer outro lugar se transformou em um terreno baldio por causa de alguma grande catástrofe. Quando a Princesa Poplar do Reino de Jemius está sendo perseguida por capangas do conspirador Moonk, Hammer Boy salva ela, disposto a desencadear todos os seus poderes, a fim de salvar a humanidade.

## Elenco

### Versão coreana
- Seo-young Kim como Mangchi/Hammerboy
- Jeong-min Bae como Princesa Poplar
- Yong-jun Kim como Avô
- Seok-pil Choi como Moonk
- Su-rim Han como Aeng-du